# Гарвард-колледж
Гарвард-колледж (англ. Harvard College) — одно из двух подразделений Гарварда, выпускающее бакалавров (наряду с Harvard Extension School). Находится в массачусетском Кембридже, основан в 1636 году. Является старейшим вузом США и одним из самых престижных.
Назван в честь его первого пожертвователя Джона Гарварда.
Первоначально для духовенства, с 1782 года он начал обучать медицине, с 1816 и 1817 годов — соответственно праву и богословию.